# Acanthagrion temporale
Acanthagrion temporale – gatunek ważki z rodziny łątkowatych (Coenagrionidae). Występuje w Ameryce Południowej.